# Vasil Kolarov

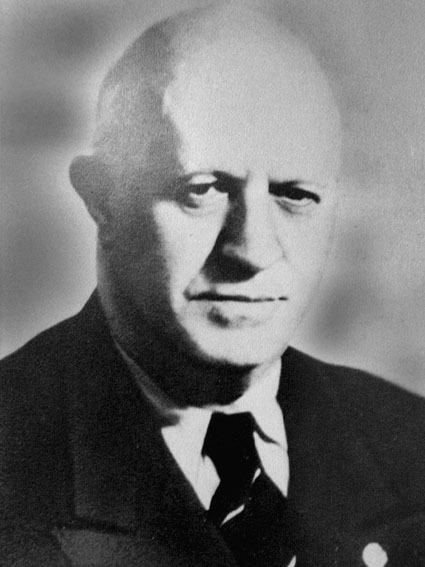
Vasil Kolarov.

Vasil Petrov Kolarov (bulgariska: Васил Петров Коларов), född 16 juli 1877 i Sjumen, död 23 januari 1950 i Sofia, var en bulgarisk revolutionär och kommunistisk politiker. Han var Bulgariens premiärminister 1949–1950.
Kolarov anslöt sig till 1897 till Bulgariens socialdemokratiska parti, och framstod snart som en av ledarna för partiets revolutionära flygel. Han valdes till Bulgariens nationalförsamling 1913, deltog 1915 i Zimmerwaldkonferensen, och 1919 i grundandet av Bulgariens kommunistiska parti. Efter ett misslyckat kommunistiskt upprorsförsök 1923 tvingades Kolarov fly till Sovjetunionen, och kom där huvudsakligen att arbeta för Komintern. 1945 kunde Kolarov återvända till Bulgarien och innehade där flera viktiga politiska positioner, bland annat som utrikesminister 1947–1949 och premiärminister 1949–1950.